# آلات كهربائية هندسية
آلات كهربائية هندسية هو علم في هندسة القوى الكهربية وهو يدرس الالات الكهربائية وكيفية تصنيعها وإصلاحها.
وتنقسم الالات الكهربائية:
- مولدات.
- محركات.
- المحولات.

## كهرومغناطيسية
وقبل الدخول في الالات الكهربائية يجب ذكر الكهرومغناطيسية لفهم المولدات والمحركات، اكتشاف أورستد عام 1821 لوجود مجال مغناطيسي حول السلك الحامل للتيار الكهربي دلل على وجود علاقة مباشرة بين الكهرباء والمغناطيسية
ثم اكتشف امبير أن السلكين المتوازيين الذين يحملان التيار الكهربي يوثران بقوة على بعضهما البعض:
بمعنى أن السلكين الموصلين للتيار الكهربي في الاتجاه نفسه يتجاذبان، بينما يتنافر السلكان اللذان يحملان التيار في اتجاهات مختلفه.
يستخدم المحرك أو المولد الكهربي تأثيرًا مهمًا يتعلق بالكهرومغناطيسية: ألا وهو أن التيار الكهربي المار خلال مجال مغناطيسي يتعرض لقوة في الزوايا القائمة لكل من المجال والتيار.

## المولدات
ويسمى بالإنجليزية(generator) وهو يحول الطاقة الميكانيكية إلى طاقة كهربية ويعمل المولد على مبدأ الحث الكهرومغناطيسي والذي هو الأساس في توليد التيار الحثي والجدير بالذكر أن المولد لا يمكنه قط الدوارن تحت تأثير مجال مغناطيسي وحيد.
 يتكون
و تتكون المولدات من عضو ثابت وعضو دوار وبينهما ثغرة هوائية.
ينقسم
وينقسم المولد إلى مولد تيار مستمر ومولد تيار متردد.
وينقسم مولد التيار المستمر إلى:
1. مولدات توالي.
2. مولدات توازي.
3. مولدات مركبة.

وينقسم مولد التيار المتردد إلى:
1. المولد الحثي.
2. المولد المتزامن.

## المحركات

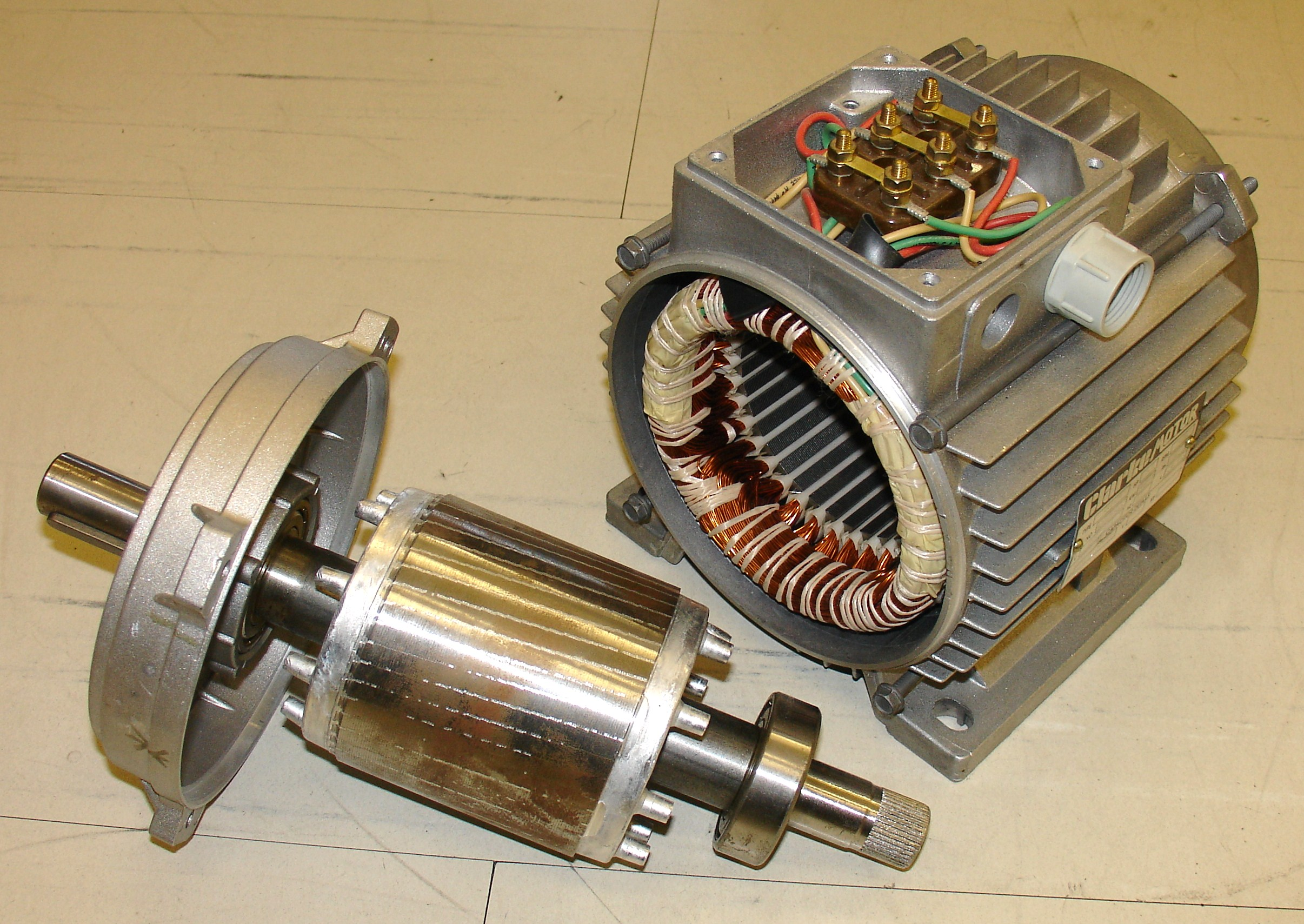
محرك كهربائي في مرحلة صيانة.

ويسمى بالإنجليزية(motor) وهو يحول الطاقة الكهربية إلى طاقة ميكانيكية.
يعتمد في فكرة بناءه على تحريض فرداي للحث الكهرومغناطيسي
و الجدير بالذكر أن المحرك كما المولد لا يمكنه قط الدوارن تحت تأثير مجال مغناطيسي وحيد.
 يتكون
وتتكون المحركات من عضو ثابت وعضو دوار وبينهما ثغرة هوائية.
ينقسم
وينقسم المحرك إلى محرك تيار مستمر ومحرك تيار متردد.
وينقسم محرك التيار المستمر إلى:
1. محركات توالي.
2. محركات توازي.
3. محركات مركبة.

وينقسم محرك التيار المتردد إلى:
1. المحرك الحثي.
2. المحرك المتزامن.

## المحولات

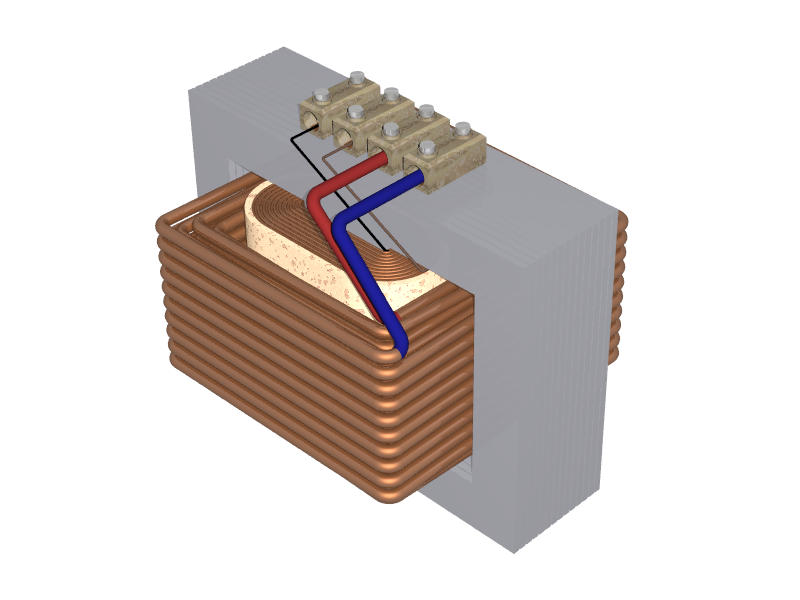
محول بسيط يستخدم في الأجهزة ذات الدخل220 فولت

ويسمى بالإنجليزية(transformer) ووظيفتة نقل القدرة الكهربائية ويعمل على ممبداء الحث الكهرومغناطيسيى ولا يعمل مطلقا مع التيار المستمر.
 يتكون
ويتكون من ملفات الابتدائى و ملفات الثانوى والقلب الحديدي وهو قلب مغلق مصنوع من مادة فيرومغناطيسية ـ حديد مطاوع سليكوني ـ شرائح رقيقة معزولة عن بعضها البعض وذلك للحد من التيارات الدوامية ويجب معرفة ان الملفات معزولة عن بعضها.
مبدأ عمل المحول
يقوم مبدأ عمل المحول الكهربي على قانون فرداي للحث الكهرومغناطيسي حيث حينما يمر تيار كهربائي في ملفات الابتدائى ينتج فيض مغناطيسي يمكن تحديد اتجاهه عن طريق قاعدة اليد اليمنى فعندما تشير أصابع اليد اليمنى إلى اتجاه الملفات فإن الإبهام يشير إلى اتجاه التدفق المغناطيسي
و بما أنه لا يوجد أي اتصال أو تلامس بين الطرفين الابتدائي والثانوي فإن الفيض المغناطيسي يسري في دائرة مغناطيسية بين الطرفين ووقتما يصل الفيض لملفات الثانوى يبدأ جريان تيار في هذه الملفات يمكن تحديد اتجاهه بالطريقة المذكورة أعلاه لكن هذه المرة بجعل اتجاه الإبهام أولا موافقا لاتجاه الفيض المغناطيسي وحينها تكون الأصابع مشيرة إلى اتجاه جريان التيار في الملفات.
 الغرض منه
رفع أو خفض القوة الدافعة الكهربية المترددة
نقل الطاقة الكهربائية من أماكن توليدها إلى أماكن استهلاكها وذلك لتقليل الفقد وتقليل مساحة مقطع الكابل.

محول شبكات ضغط عالي

وينقسم المحول إلى:
1. محول احادى الطور.
2. محول ثلاثى الطور.
3. محول ذاتي.

## الماكينات الخاصة
وهي الماكينات التي تختلف عن التصنيفات السابقة مثل:
1. محرك خطوة فخطوة

## الكفاءة
كفاءة المولدات والمحركات والمحولات كلها تقاس بنفس الطريقة وبنفس القانون
{\displaystyle Efficiency=Pout/Pin}
أو
{\displaystyle Efficiency=(Pout)/(Pout+Losses)}
أو
{\displaystyle Efficiency=(Pin-Losses)/(Pin)}
مع ملاحظة ان ناتج المعادلة يضرب في (%100)و Losses تتغير مع تغير الالات.
ويجب معرفة أنه لا يوجد أي مولد أو محرك أو محول ذو كفاءه (%100) وذلك يستحيل علميا لانة لابد وأن يوجد (فقد Losses) في الطاقة.